# Hailes Castle
Hailes Castle er en borg fra middelalderen, som står omkring 2 km sydvest for East Linton, East Lothian, Skotland. Det er opført fra 1200-tallet og er ombygget og udvidet frem til 1500-tallet, og den har tilhørt Hepburnslægten i størstedelen af sin historie.
Siden 1926 har den været under et statssponsoreret støtteprogram, og den den drives nu af Historic Environment Scotland og et et scheduled monument.
Hailes Castle er åben for offentligheden og adgang er gratis.